# 美國納粹黨
美國納粹黨（英語：American Nazi Party）是一個由喬治·林肯·洛克威爾於1959年3月8日成立的政黨，原名「世界自由企業全國社會主義者聯盟」（WUFENS），後於1959年12月，洛克威爾將其更名為美國納粹黨。其總部位於維吉尼亞州的阿靈頓縣；該黨主要基於納粹時代納粹黨的理想和政策。
1967年8月25日，洛克威爾在離開一家洗衣店時被不滿意他的政黨成員約翰·帕特勒暗殺。數個月後，麥特高爾（Matt Koehl）擔任美國納粹黨新領導人。然而，由麥特高爾領導的美國納粹黨在1970年代至1980年代間受到各成員之間意識形態分歧的困擾。
1982年，美國納粹黨宣布將名稱更改為「新秩序」，同時將政黨總部移至美國中西部，然而由於招聘，財務以及法律等問題，新秩序被迫從華盛頓特區搬遷，最終遷至威斯康星州及密歇根州等零星地點。
在2014年麥特高爾逝世後，馬丁·科爾（Martin Kerr）擔任新秩序新領導人，並負責維護新秩序的網站和組織。
前美國納粹黨成員洛基·蘇哈達後使用美國納粹黨的名字創立了一個新的政黨，自2008年開始活躍。蘇哈達聲稱洛克威爾是該黨創始人，但該黨與洛克威爾成立的舊有政黨之間並沒有直接的法律，財務等聯繫。

## 著名成員
- 唐·布萊克 (白人至上主義者)
- 大衛·杜克

## 另見
- 新納粹主義
- 十四字真言